# اوئبالوس
در اسطوره‌های یونانی، پادشاه اوئبالوس یا اویبالوس (به یونانی: Οἴβαλος) نام یکی از پادشاهان اسپارت است. وی فرزند سینورتاس و شوهر دوم گورگوفونه محسوب می‌شد. اوبالئوس همچنین پدر ایکاریوس، تیندارئوس و هیپپوکون معرفی می‌شود. (و یا برطبق نوشتهٔ آپولودوروس، وی به همراه نایاد و باتیا پدر آنان به‌شمار می‌آمد). اوئبالوس اغلب با شوهر اول گورگوفونه یعنی پری یرز، که فرزند آئولوس بود، اشتباه گرفته می‌شود. این دو افرادی جداگانه و متمایز از یکدیگر هستند، هرچند که گاهی دربارهٔ این دو فرد معمولاً نامرتبط گفته می‌شود که اوئبالوس، پسر پری یرز می‌باشد.